# Fugløya (Larvik)
Fugløya est une île de la commune de Larvik,  dans le comté de Vestfold en Norvège.

## Description
Fugløya est une île située à l'embouchure du fjord de Langesund. Elle possède une riche flore. Il y avait un fort sur l'île qui a été construit entre 1809 et 1812 et fermé en 1830. 

## Aires protégées
Fugløya appartient à la zone de conservation des oiseaux de Mølen. 
L'îlot de Fugløyrogn entre Fugløya et le continent se compose de galets et est une continuation de la plage de galets de Mølen. Elle appartient à la Réserve naturelle de Fugløyrogn.

## Galerie

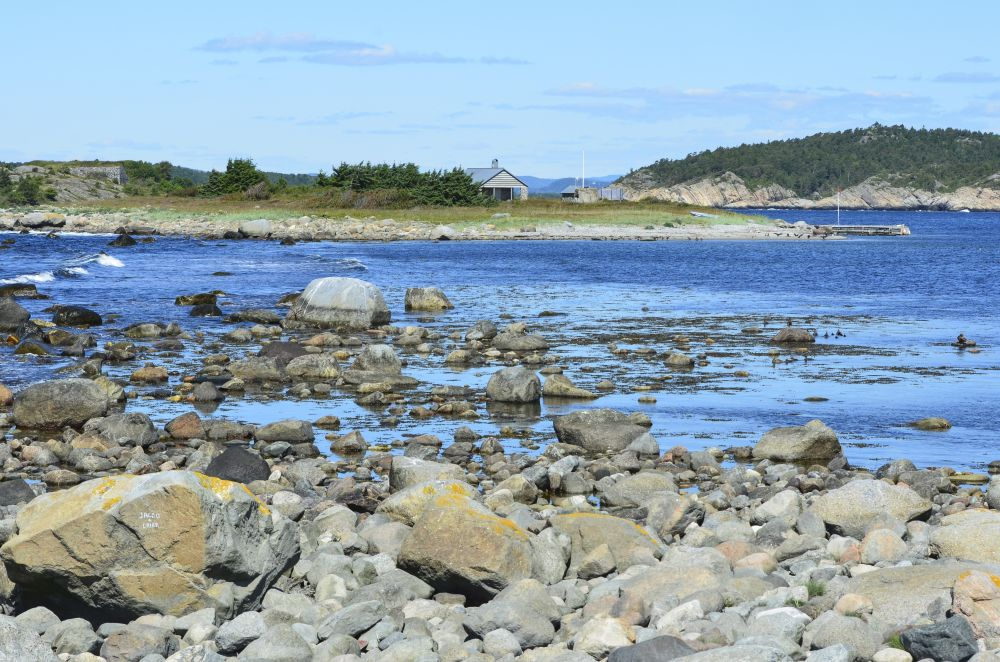
Réserve naturelle de Fugløyrogn
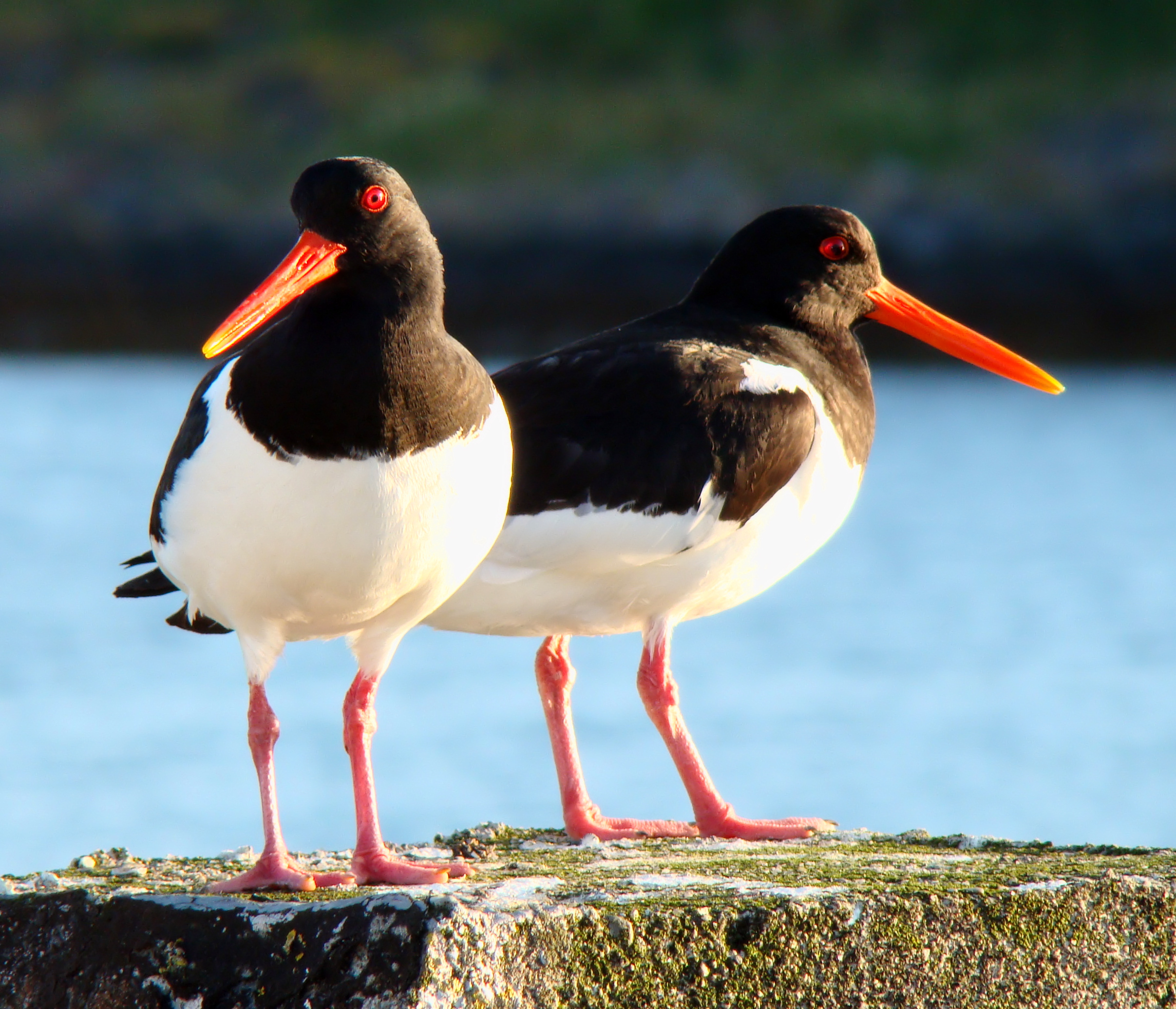
Huîtriers pies